# Antoine Courtois
Antoine Courtois ist ein 1789 in Paris gegründetes, renommiertes französisches Unternehmen im Bereich des Musikinstrumentenbaus. Unter der gleichnamigen Herstellermarke baut und verkauft es hochwertige Blasinstrumente. Seit 1994 sind der Firmensitz und die Werkstätten in Amboise im Tal der Loire angesiedelt, wo bereits 1956 eine Fabrikationsstätte errichtet worden war.

## Firmengeschichte

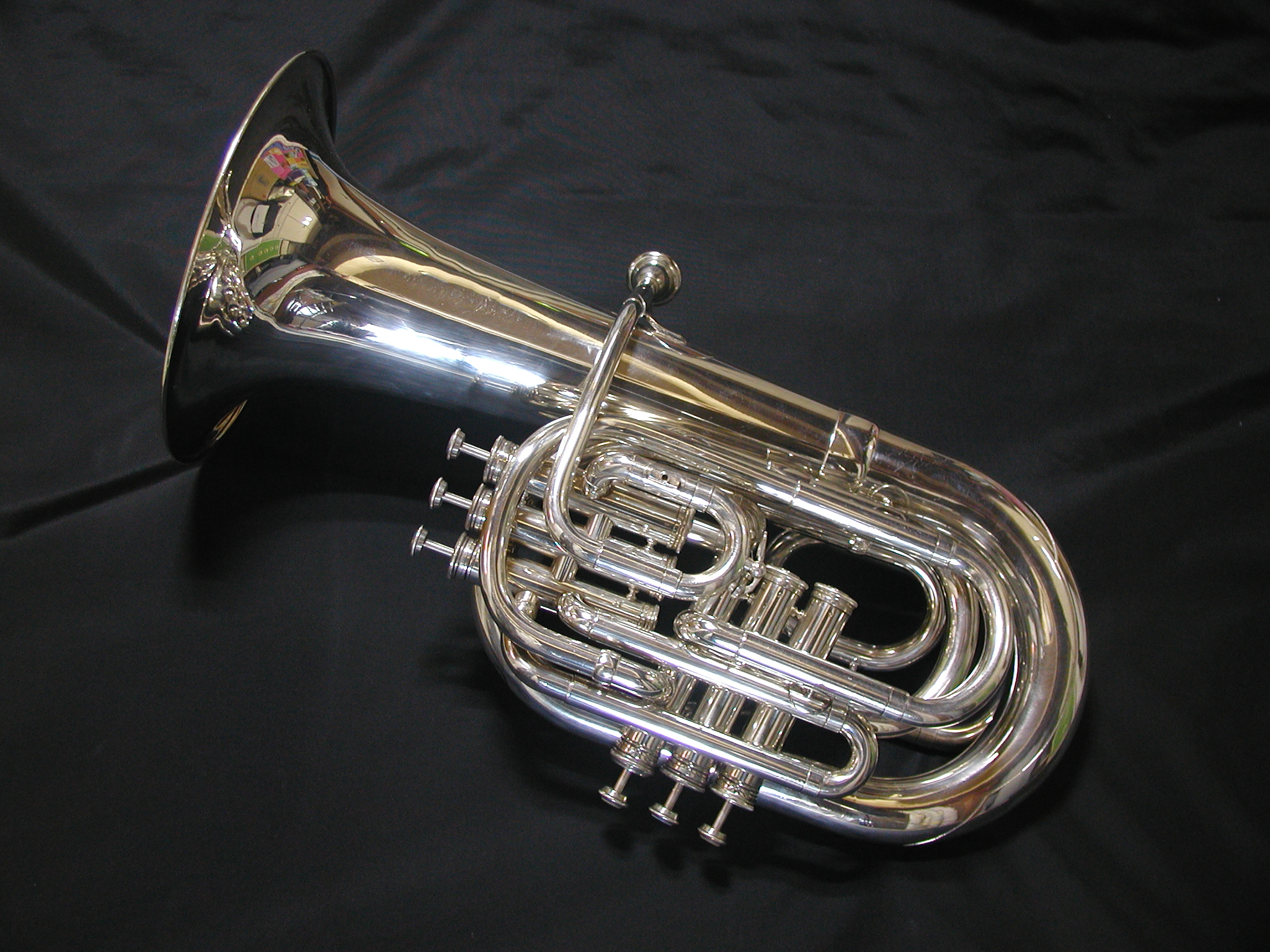
Französische Tuba, Modell 168, von Antoine Courtois

Im Revolutionsjahr 1789 richtete ein Instrumentenbauer namens Courtois eine erste Werkstatt in der Rue Mazarine in Paris ein. Da sein Vorname nicht überliefert wurde, spricht man von Courtois dem Gründer. Von ihm sind ein Horn (Berlin) und eine Kavallerie-Trompete (Paris, Museum der Cité de la musique) erhalten.
Antoine Courtois (1770–1855), einer der drei Söhne des Gründers, ließ sich als Instrumentenbauer in der Rue du Caire nieder, ebenso wie seine beiden Brüder, sein Cousin Auguste Courtois und später dessen drei Söhne. Er war der Begründer des noch heute bestehenden Unternehmens und schuf für die in seiner Werkstatt gebauten Blasinstrumente wie Kornette, Hörner, Flügelhörner, Posaunen, Ophikleiden und dergleichen die Qualitätsmarke Antoine Courtois. Er belieferte vornehmlich die Armee, aber auch Solobläser der Pariser Oper und verschenkte, nachdem Dieppo am Pariser Konservatorium eine Posaunenklasse eröffnet hatte, auch Instrumente an herausragende Schüler. So belohnte er beispielsweise den ersten Absolventen Antoine-Jean Simon (1870–1883), der Mitglied des Pariser Opernorchesters wurde, und Paul Delisse (1817–1888), der später die Nachfolge von Dieppo antrat. 1844 setzte sich Antoine Courtois zur Ruhe.
Antoine Denis Courtois († 1880) trat die Nachfolge seines Vaters an. Im Jahr 1856 zog er in die Rue du Caire. Er spezialisierte sich unter anderem auf den Bau von Zugposaunen und  schuf gemeinsam mit Jean-Baptiste Arban (1825–1889) das von diesem 1883 patentierte Arban-Kornett. Seine Instrumente, die zu den kostspieligsten der damaligen Zeit zählten, stellte er auf den Weltausstellungen 1851 (London), 1855 (Paris), 1862 (London), 1867 (Paris) und 1878 (Paris) aus. Er starb ohne Nachkommen.
Auguste Mille (1838–1895/98) übernahm das Unternehmen im Jahr 1880 und leitete es bis zu seinem Tod. Er war 1856 als Angestellter in die Firma eingetreten, die im gleichen Jahr in die Rue du Marais umgezogen war, und war 1878 zum Werkstattchef befördert worden. 1881 beschäftigte er 25 Mitarbeiter. Mille führte Verbesserungen für die Posaunen ein und präsentierte 1886 ein Ventilkornett in vier Stimmungen nach einer Erfindung des Italieners Alexander Scuri.
Seine Instrumente bereicherten die Weltausstellungen von 1889 (Paris) und 1872 (Moskau).
Emile Delfaux, Partner von Mille, führte nach dessen Tod die Firma Antoine Courtois allein weiter. Auf ihn folgte von 1908 bis 1917 seine Schwester Marguerite. Sie wurde von dem fähigen Ingenieur Legay unterstützt, der eine Tenor-Bass-Posaune mit Drehventil konstruierte.
Emmanuel Gaudet (1860–1933) kaufte das Unternehmen im Jahr 1917 und führte es gemeinsam mit seinem Geschäftspartner und Handelsdirektor P. Deslaurier zu neuen Erfolgen.
Paul Gaudet (* 1911), Sohn von Emmanuel, wurde durch den Ankauf von Deslauriers Anteilen 1937 alleiniger Inhaber des Traditionshauses, musste die Werkstätten aber infolge seiner Mobilisierung kurz nach Ausbruch des Zweiten Weltkrieges schließen, bis er aus dem Stammlager XX B in Gotenhafen bei Danzig befreit wurde. Während seiner Gefangenschaft leitete er ein Orchester, das dank der Hilfe des Roten Kreuzes mit Instrumenten aus dem Courtois-Bestand ausgestattet worden war. Im Jahr 1956 gab er den Auftrag für den Bau der noch heute bestehenden Werkstätten in Amboise.
Jacques Gaudet (* 1948), Sohn von Paul, ist seit 1980 Generaldirektor des Traditionshauses. Er trat 1967 sehr jung in das väterliche Unternehmen ein und unterhält wie seine Vorgänger gute Kontakte mit den großen Instrumentalisten seiner Zeit, mit denen er fortfährt, die Courtois-Instrumente zu verbessern und weiterzuentwickeln. 1995 gründete er den jährlich stattfindenden Brass-Band-Musikwettbewerb "Open France de Brass Bands d’Amboise".
Seit dem 4. Januar 2006 gehört Antoine Courtois zum ebenfalls französischen Unternehmen Buffet Crampon.